# جاي أي. باري
جاي أي. باري (بالإنجليزية: Jay A. Parry)‏ (12 أكتوبر 1950، نامبا في الولايات المتحدة)؛ روائي أمريكي. درس في جامعة بريغام يونغ.